# Harpactea mertensi
Harpactea mertensi là một loài nhện trong họ Dysderidae.
Loài này thuộc chi Harpactea. Harpactea mertensi được miêu tả năm 1991 bởi Robert Bosmans & Beladjal.